# 弦楽四重奏曲
弦楽四重奏曲（げんがくしじゅうそうきょく）は、弦楽四重奏による楽曲を指し、室内楽に分類される。構成は基本的に、急−緩−舞−急の4楽章からなり、第1楽章はソナタ形式である（これは交響曲やソナタと同様）。

## 歴史

### バロック晩期
アレッサンドロ・スカルラッティが「四重奏、ただし、通奏低音抜きで」というジャンルを開拓したのが弦楽四重奏曲の始まりである。以後多くの作曲家がこれに倣って作曲した。

### 古典派
その中でもハイドンはこれの確立に多大な貢献を行い弦楽四重奏曲の父とみなされている。ハイドンの初期の作品（作品1および2）では、現在の弦楽四重奏曲の形とは幾分異なった形式で書かれており、最低音がチェロでなくBassoと記されている、メヌエットが2つあって5楽章形式になっている等がみられる。その後4楽章構成となり（作品9）、太陽四重奏曲（作品20）では最低音がチェロと明記され、ロシア四重奏曲（作品33）で現在につながる古典的ソナタ形式の形が定まった。
ハイドン後期の作品は、現在でも作曲の規範とされ、この様式で作曲を学ぶことになる学習者は今でも多い。
その後、ベートーヴェンが壮年期に「ラズモフスキー弦楽四重奏曲」でプロの演奏家が演奏会のために演奏する曲として確立し、さらに晩年にはプロの演奏家が何年もかけて研鑽するべき崇高な作品を残したこともあって、交響曲やピアノソナタと同程度に重要なジャンルとみなされるようになった。

### ロマン派
しかし、ベートーヴェン以降のロマン派の時代には、シューベルトとドヴォルザークを除いてあまり数多くは作曲されていない。メンデルスゾーンは未出版作品を含めると7曲を残している。一方、ベートーヴェンの後継者と評されるブラームスは3曲作曲しただけにとどまっている（実際には3曲を書く前に20曲以上作曲したものの自己批判により全て破棄している）。より近代に近い世代のレーガーは6曲を残した。

### 近代
このようなベートーヴェンの重圧による寡作の時代があったが、その間に決して弦楽四重奏曲が重要なジャンルと見なされていなかったわけではない。たとえば、交響曲やピアノソナタのような「古典的な」音楽には否定的な意見を持っていたドビュッシーですら、弦楽四重奏という「古典的な」ジャンルで、1曲だけだがト短調の四重奏曲を発表している。もっとも、のちにラヴェルが恩師フォーレに捧げた四重奏曲同様、ドイツ・クラシックの権化のような調性音楽上のこのジャンルは、形式上はその体裁を保っていたとはいえ、印象主義の時代には既に古典的な形式の好例と見なされていたことがうかがわれる。両者の作品は双生児のような扱いになっており、録音の際はカップリングされることが多い。
近代では、バルトークが6曲の弦楽四重奏曲を作曲し、高く評価されている他、新ウィーン楽派もこのジャンルに重要な作品を残している。
その後も、トッホ、ミヨー、ショスタコーヴィチらはこのジャンルのために生涯をかけて多くの作品を残した。

### 現代
第二次世界大戦後の前衛の時代に於いてもベリオ、ブーレーズ、ノーノなどによって無視できないジャンルと見なされた。
シュトックハウゼンは「このような古典的なジャンルとは一切かかわりたくない」という創作態度であったものの、結局はアルディッティ弦楽四重奏団の委嘱に「ヘリコプター付き」との条件付で作曲した（ヘリコプター弦楽四重奏曲）。21世紀を迎えた現在も、このジャンルへ挑戦する作曲家は後を絶たない。
前述のシュトックハウゼンのように弦楽四重奏プラスアルファといった形態の作品も目だって増えるようになった。シルヴァーノ・ブッソッティの「グラムシの種子」、ヴォルフガング・リームの「ディトゥランブ」は弦楽四重奏とオーケストラのための作品である。

## 主な作曲家と作品
（作曲者の生年順）
- 1706年 ガルッピ - 6曲以上
- 1709年 F.X.リヒター - 6曲
- 1729年 フロリアン・レオポルト・ガスマン - 18曲以上
- 1731年 デュシェック - 6曲以上
- 1732年 ハイドン　68曲の弦楽四重奏曲。（「ロシア四重奏曲」第37-38番、74「騎士」、「エルデーディ四重奏曲」75-80番；うちニックネーム付きは76「五度」・77「皇帝」・78「日の出」・79「ラルゴ」）　全曲の一覧はフランツ・ヨーゼフ・ハイドン#弦楽四重奏曲、各記事はCategory:ハイドンの弦楽四重奏曲を参照
- 1732年 J.C.F.バッハ - 6曲
- 1734年 ゴセック - 12曲
- 1735年 ロンバルディーニ＝ジルメン - 6曲
- 1737年 M.ハイドン - 6曲以上
- 1737年 ミスリヴェチェク - 26曲
- 1739年 ヴァンハル - 7曲以上
- 1739年 ディッタースドルフ - 6曲
- 1741年 ピフル - 9曲以上
- 1743年 ボッケリーニ - 102曲（英語版には91曲とある）
- 1744年 ブルネッティ - 50曲
- 1746年 カンビーニ - 149曲
- 1754年 ホフマイスター - 5曲
- 1755年 ヴィオッティ - 17曲
- 1756年 クラウス - 現存しているものは10曲
- 1756年 モーツァルト - 23曲（「ハイドン・セット」第14-19番が有名）　各記事はCategory:モーツァルトの弦楽四重奏曲を参照
- 1759年 クロンマー - 3曲以上
- 1760年 ケルビーニ - 6曲
- 1765年 リバ - 2曲
- 1767年 アンドレーアス・ロンベルク - 4曲以上
- 1770年 ベートーヴェン - 16曲+大フーガ　 各記事はCategory:ベートーヴェンの弦楽四重奏曲を参照
- 1770年 レイハ - 1曲以上
- 1778年 フンメル - 3曲
- 1784年 リース - 3曲
- 1784年 オンスロウ - 37曲
- 1786年 クーラウ - 1曲
- 1796年 ベルワルド - 2曲以上
- 1797年 シューベルト - 未完含め15曲（13「ロザムンデ」、14「死と乙女」、15が有名）
- 1801年 カリヴォダ - 3曲
- 1801年 シュクロウプ - 3曲以上
- 1802年 モーリック - 8曲
- 1805年 ファニー・メンデルスゾーン - 1曲
- 1805年 ヨハン・ハートマン（英語版） - 2曲
- 1806年 アリアーガ - 3曲
- 1807年 イグナツィ・フェリクス・ドブジンスキー（英語版） - 3曲
- 1809年 フェリックス・メンデルスゾーン - 7曲+「4つの小品」Op.81 各記事はCategory:メンデルスゾーンの弦楽四重奏曲を参照
- 1810年 シューマン - 3曲（1、2、3）
- 1810年 ブルクミュラー - 4曲
- 1813年 ヴェルディ - 1曲
- 1815年 フォルクマン - 6曲
- 1817年 ゲーゼ - 1曲
- 1818年 エドゥアルト・フランク - 3曲以上
- 1818年 バッジーニ - 2曲以上
- 1820年 アファナシエフ - 1曲
- 1821年 オスカル・ビストレーム（英語版） - 2曲以上
- 1822年 ラフ - 7曲
- 1822年 セザール・フランク - 1曲
- 1824年 ブルックナー - 1曲
- 1824年 スメタナ - 2曲（1「わが生涯より」、2）
- 1833年 ボロディン - 2曲（1、2：第3楽章「ノクターン」が有名）
- 1833年 ブラームス　3曲の弦楽四重奏曲。（1、2、3）
- 1835年 サン＝サーンス - 2曲
- 1838年 ブルッフ - 2曲以上
- 1839年 ヨーゼフ・ラインベルガー - 2曲以上
- 1840年 チャイコフスキー - 3曲（1：第2楽章「アンダンテ・カンタービレ」が有名、2、3）
- 1841年 ドヴォルザーク - 14曲（通常演奏されるのは8、9、10、11、12「アメリカ」、13、14）+歌曲集「糸杉」の抜粋編曲
- 1843年 ヘルツォーゲンベルク - 2曲
- 1843年 グリーグ - 1曲（「第1番」）+未完1曲（「第2番」）
- 1845年 フォーレ - 1曲
- 1850年 フィビフ - 2曲
- 1851年 ダンディ - 3曲
- 1854年 フンパーディンク - 1曲
- 1854年 ヤナーチェク - 2曲（1「クロイツェル・ソナタ」、2「ないしょの手紙」）
- 1855年 ショーソン - 未完1曲
- 1856年 タネーエフ - 7曲
- 1857年 エルガー - 1曲
- 1858年 プッチーニ - 3曲（「菊」など）
- 1860年 ヴォルフ - 1曲+イタリア風セレナーデ
- 1861年 アレンスキー - 2曲
- 1862年 ドビュッシー - 1曲
- 1863年 ワインガルトナー - 3曲
- 1864年 ロパルツ - 6曲
- 1864年 リヒャルト・シュトラウス - 1曲
- 1865年 グラズノフ - 7曲ほか
- 1865年 ニールセン - 4曲（うち4番が代表的）
- 1865年 シベリウス - 4曲の弦楽四重奏曲（うち作品番号付きは2曲：op.56『親愛の声』が有名）
- 1865年 マニャール - 1曲
- 1866年 ブゾーニ - 2曲
- 1869年 プフィッツナー - 4曲
- 1870年 フローラン・シュミット - 1曲
- 1870年 ルクー - 3曲
- 1871年 ツェムリンスキー - 4曲
- 1871年 ステーンハンマル - 6曲
- 1872年 ヴォーン・ウィリアムズ - 2曲
- 1873年 レーガー - 作品番号付き6曲+1曲（ニ短調…終楽章にコントラバスのオプションが付く）。
- 1874年 スーク - 2曲
- 1874年 フランツ・シュミット - 2曲
- 1874年 アイヴズ - 2曲（1、2）
- 1874年 シェーンベルク - 作品番号付き4曲（1、2、3、4）：第2番は第3・4楽章にソプラノ独唱を伴う。他にニ長調（作品番号のない1897年の作品）1曲
- 1875年 フリッツ・クライスラー - 1曲
- 1875年 ラヴェル - 1曲
- 1879年 ブリッジ - 5曲（1、2、3、4）、他
- 1879年 レスピーギ - 7曲、他
- 1880年 ブロッホ - 5曲
- 1881年 バルトーク - 6曲（1、2、3、4、5、6）
- 1881年 ミャスコフスキー - 13曲
- 1882年 コダーイ - 2曲
- 1882年 シマノフスキ - 2曲（1、2）
- 1882年 ストラヴィンスキー - 3つの小品、二重カノン
- 1882年 マリピエロ - 8曲
- 1882年 マルクス - 3曲
- 1883年 バックス - 3曲
- 1883年 ヴェーベルン - 弦楽四重奏のための緩徐楽章、弦楽四重奏曲、弦楽四重奏のためのロンド（調性による初期作品）、5つの断章op.5、6つのパガテルop.9（無調による）、弦楽四重奏曲op.28（12音技法による）
- 1885年 ベルク - Op.3、抒情組曲
- 1886年 山田耕筰 - 3曲
- 1887年 ヴィラ＝ロボス - 17曲
- 1887年 アッテルベリ - 3曲（2）
- 1890年 マルティヌー - 7曲
- 1891年 ブリス - 3曲
- 1891年 セルゲイ・プロコフィエフ - 2曲（1、2）
- 1892年 オネゲル - 3曲
- 1892年 ルーセンベリ - 14曲
- 1892年 ミヨー - 18曲：第3番はソプラノ独唱を伴う。第14番と第15番は同時に演奏すると弦楽八重奏曲になる。
- 1893年 ハーバ - 16曲、他
- 1894年 ピストン - 5曲
- 1895年 ヒンデミット - 7曲（1、2、3、4、5、6、7）+「ミニマックス（軍楽隊のためのレパートリー）」+「朝7時に村の井戸端で二流オーケストラにより初見で演奏された「さまよえるオランダ人」序曲」
- 1896年 セッションズ - 2曲+「ストラヴィンスキーの思い出にささげるカノン」
- 1897年 コルンゴルト - 3曲
- 1897年 ポーター - 9曲
- 1898年 アイスラー - 2曲
- 1898年 ガーシュウィン - 1曲（弦楽四重奏のためのララバイ）
- 1899年 チャベス - 3曲
- 1899年 レブエルタス - 4曲
- 1900年 クルシェネク - 8曲
- 1900年 ヴァイル - 2曲
- 1900年 清瀬保二 - 1曲
- 1901年 クロフォード＝シーガー - 1曲
- 1902年 ウォルトン - 2曲
- 1903年 アドルノ - 3曲
- 1905年 ロースソーン - 4曲
- 1905年 シェルシ - 5曲
- 1905年 ティペット - 番号付き5曲+習作2曲
- 1906年 ショスタコーヴィチ - 15曲+2つの小品　各記事はCategory:ショスタコーヴィチの弦楽四重奏曲を参照
- 1907年 マコンキー - 13曲
- 1908年 カーター - 5曲
- 1909年 ホルンボー - 20曲
- 1910年 バーバー - 1曲（第2楽章前半のアダージョ部を弦楽合奏に編曲したのが「弦楽のためのアダージョ」）
- 1910年 W.シューマン - 5曲
- 1911年 安部幸明 - 15曲
- 1911年 ホヴァネス - 5曲
- 1911年 尾高尚忠 - 2曲
- 1912年 ケージ - 1曲ほか。
- 1912年 ナンカロウ - 3曲（第2番は未完）
- 1913年 ブリテン - 番号付き3曲+習作2曲+ディヴェルティメントほか
- 1913年 ルトスワフスキ - 1曲
- 1914年 早坂文雄 - 1曲
- 1915年 ダイアモンド - 10曲
- 1916年 石桁真礼生 - 1曲
- 1916年 バビット - 6曲（2、3）
- 1917年 ユン・イサン - 5曲
- 1920年 マデルナ - 2曲
- 1922年 クセナキス - 4曲（「st/4 - 1,080262」、「Tetras」、「Tetora」、「Ergma」）
- 1923年 リゲティ - 2曲（1「夜の変容」、2）
- 1924年 ノーノ - 1曲
- 1925年 ブーレーズ - 1曲（弦楽四重奏のための書）
- 1925年 ベリオ - 5曲（「スタディ」、「弦楽四重奏曲」、「シンクロニー」、「ノットゥルノ」、「グロッセ」）
- 1926年 ヘンツェ - 現時点で5曲
- 1926年 フェルドマン - 2曲
- 1928年 シュトックハウゼン - ヘリコプター弦楽四重奏曲（オペラ「光」より）。
- 1929年 シェッフェル - 確認されているもののみ20曲(うち一つは電子メディアを伴う)、「弦楽四重奏曲」と銘打っていないがこの編成のために書かれた作品が「弦楽四重奏曲のための音楽」、「弦楽四重奏のための協奏曲」、「十二の小品」と「六つの練習曲」の4作。
- 1929年 スカルソープ - 現時点で16曲
- 1929年 間宮芳生 - 現時点で3曲
- 1929年 黛敏郎 - 1曲（弦楽四重奏のための前奏曲）
- 1929年 湯浅譲二 - 2曲（弦楽四重奏のためのプロジェクション第1番、第2番）
- 1930年 武満徹 - 2曲（「ランドスケープ」「ア・ウェイ・ア・ローン」）
- 1932年 ノアゴー - 10曲（7、8、10）
- 1933年 グレツキ - 現時点で3曲
- 1933年 ペンデレツキ - 4曲
- 1933年 三善晃 - 3曲
- 1934年 シュニトケ - 4曲ほか
- 1935年 ラッヘンマン - 現時点で3曲
- 1936年 ライヒ - 弦楽四重奏とテープのための「Different Trains」、「Triple Quartet」
- 1937年 グラス - 現時点で5曲
- 1937年 カプースチン - 4曲（番号付きの弦楽四重奏は2曲）
- 1942年 キルヒナー - 現時点で12曲
- 1947年 シャリーノ - 現時点で7曲
- 1949年 レヴィナス - 現時点で2曲。
- 1949年 嶋津武仁 - 現時点で1曲
- 1950年 久石譲 - 現時点で1曲
- 1952年 チャン - 現時点で3曲
- 1953年 リーム - 現時点で11曲
- 1953年 西村朗 - 8曲（番号付きの弦楽四重奏は6曲）
- 1953年 野平一郎 - 現時点で2曲
- 1955年 ツェン - 現時点で4曲
- 1959年 トゥール - 現時点で1曲
- 1960年 猿谷紀郎 - 現時点で1曲
- 1960年 福井とも子 - 現時点で4曲
- 1961年 田中カレン - 現時点で2曲
- 1961年 高橋東悟 - 2曲
- 1963年 ラルヒャー - 現時点で2曲
- 1967年 山口淳 - 現時点で3曲
- 1969年 望月京 - 現時点で1曲
- 1973年 アウエルバッハ - 現時点で3曲
- 1974年 フリードマン - 現時点で2曲
- 1983年 薮田翔一 - 現時点で2曲
- 1990年 清水チャートリー - 現時点で1曲

## 類似の形式を持つ楽曲
- 弦楽五重奏
- 交響曲
- 協奏曲
- ソナタ
  - ピアノソナタ
  - ヴァイオリンソナタ
  - チェロソナタ
- ピアノ三重奏曲